# Miquette et sa mère (pel·lícula de 1950)
Miquette et sa mère és una pel·lícula de comèdia francesa del 1950 dirigida per Henri-Georges Clouzot i protagonitzada per Louis Jouvet, Bourvil i Saturnin Fabre. La pel·lícula era una adaptació de l'obra Miquette et sa mere de Robert de Flers i Gaston Arman de Caillavet, que prèviament havia estat adaptada al cinem el 1934 i el 1940. La pel·lícula està ambientada al voltant del tombant de segle.
Va ser rodat als Estudis de Joinville a París. Els decorats de la pel·lícula van ser dissenyats pel director d'art Georges Wakhevitch. Clouzot es va mostrar reticent a fer la pel·lícula, però hi estava obligat contractualment. No va ser un èxit comercial o de crítica.

## Sinopsi
La jove Miquette ajuda la seva mare a la petita botiga d'un poble de província i estima tímidament l'Urbain que li correspon en silenci perquè no troba el coratge de declarar-se, però el seu oncle, un castellà ric, organitza el compromís d'Urbain amb una rica però lletja hereva.
Quan el seu oncle descobreix que el noi està enamorat de Miquette, va a la noia i coneixent la seva passió pel teatre, per allunyar-la del país, li proposa acompanyar-la a París a la recerca d'èxit i per fer-li oblidar Urbain li menteix que no sabia res del matrimoni del seu nebot.
Un cop a París, Miquette coneix el famós actor Mochablon a qui admira i poc després se'ls uneixen la seva mare i Urbain. Després d'una sèrie d'accidents i baralles, Miquette es casarà amb Urbain i el seu oncle es casarà amb la seva mare.

## Repartiment
- Louis Jouvet com a Monchablon
- Bourvil as Urbain de la Tour-Mirande
- Saturnin Fabre com el marquès
- Danièle Delorme com a Miquette
- Mireille Perrey com a Madame vídua Hermine Grandier
- Pauline Cardboard com a Perrine
- Jeanne Fusier-Gir com a Mademoiselle Poche
- Madeleine Suffel com a Noémie
- Maurice Schutz com a Panouillard
- Peter Olaf com The Young First
- Paul Barge com a L'Abat